# Jean-Baptiste Claudel
Jean-Baptiste Claudel CSsR (* 26. Januar 1876 in Colroy-la-Roche, Elsass; † 12. Dezember 1955) war ein französischer römisch-katholischer Ordensgeistlicher und Apostolischer Vikar von Reyes in Bolivien.

## Leben
Jean-Baptiste Claudel trat der Ordensgemeinschaft der Redemptoristen bei und legte am 8. September 1896 die Profess ab. Am 4. August 1901 empfing er das Sakrament der Priesterweihe.
Papst Pius XII. ernannte ihn am 14. Juli 1943 zum Titularbischof von Antandrus und zum ersten Apostolischen Vikar des im Vorjahr errichteten Apostolischen Vikariats Reyes. Die Bischofsweihe spendete ihm der Apostolische Nuntius in Bolivien, Erzbischof Egidio Lari, am 12. September desselben Jahres. Mitkonsekratoren waren der Erzbischof von La Paz, Abel Isidoro Antezana y Rojas CMF, und der Bischof von Oruro, Ricardo Chávez Alcazar.